# Stora Kvarntjärnen (Nössemarks socken, Dalsland)
Stora Kvarntjärnen är en sjö i Dals-Eds kommun i Dalsland och ingår i Göta älvs huvudavrinningsområde.